# Stora Bergö (naturreservat)
Stora Bergö är ett naturreservat i Nyköpings kommun i Södermanlands län.
Området är naturskyddat sedan 2010 och är 117 hektar stort. Reservatet omfattar Stora Bergö med kringliggande småöar kobbar och vattenytor i Nyköpings skärgård. 